# The Cardigans
The Cardigans este o formație de muzică rock din Suedia înființată în octombrie 1992 în orașul Jönköping. Abordarea formației a variat de la un album la altul, cuprinzând influențe din muzica pop a anilor șaizeci, muzica indie (independentă) a începutului anilor 1990, mergând până la referințe la genul heavy metal.
Albumul de debut al formației, Emmeralde (1994) a fost un succes mai mult în țara natală, succese pe alte meridiane fiind înregistrate sporadic. Însă cel de-al doilea album, Life (1995), a fost cel care a determinat afirmarea internațională a formației și a atras atenția criticii de specialitate. Formația este cunoscută în afara granițelor suedeze mai ales datorită pieselor extrase pe single „Erase and Rewind”, „My Favorite Game” (ambele, de pe Gran Turismo, 1998) și „Lovefool” (First Band on the Moon, 1996). Piesa din urmă a fost inclusă în coloana sonoră a filmului Romeo + Juliet, regizat de Baz Luhrmann, fapt care a consolidat popularitatea formației.

## Istorie
Istoricul The Cardigans pornește de la decizia a doi muzicieni foști iubitori ai muzicii metal, Peter Svensson (chitară) și Magnus Sveningsson (chitară bas), de a colabora într-o formație pop alături de cântăreața Nina Persson. Au fost cooptați și claviaturistul Lars-Olof Johansson și bateristul Bengt Lagerberg.

### Anii de debut (1992-1995)
În 1993, formația a început înregistrarea unor benzi demonstrative care au trezit interesul unui producător local la scurt timp. A fost încheiat un contract între formație și casa de discuri Trampoline, al cărui prim rezultat a fost albumul Emmerdale, lansat în luna mai a anului 1994. Albumul s-a bucurat de ecouri favorabile în Suedia și a fost promovat în Europa într-un turneu al formației. Albumul cuprinde combinații neobișnuite între muzică și versuri, suprapunând considerații melancolice, chiar depresive pe un fundal sonor optimist, această particularitate rămânând distinctivă pentru stilul formației și în creațiile ulterioare.
La încheierea turneului european, The Cardigans au realizat albumul Life, considerat una dintre cele mai bune apariții discografice ale formației. Lansat în martie 1995, Life adaptează rețeta conceperii albumului de debut într-o cheie favorabilă succesului la public; atmosfera este redată în nuanțe care dau o impresie generală de bine la o primă lectură, substratul fiind însă apropiat de cel al albumului anterior. 

## Discografie
- Emmerdale (1994)
- Life (1995)
- First Band on the Moon (1996)
- Gran Turismo (1998)
- Long Gone Before Daylight (2003)
- Super Extra Gravity (2005)